# 12515 Suiseki
12515 Suiseki (1998 HE43) là một tiểu hành tinh vành đai chính được phát hiện ngày 30 tháng 4 năm 1998 bởi Spacewatch ở Kitt Peak.